# Metapolycope
Metapolycope is een geslacht van kreeftachtigen uit de klasse van de Ostracoda (mosselkreeftjes).

## Soorten
- Metapolycope compressa (Brady & Robertson, 1869)
- Metapolycope divae Karanovic & Brandão, 2012
- Metapolycope duplex Kornicker & Iliffe, 1989
- Metapolycope echinata Chavtur, 1981
- Metapolycope favus (Brady, 1880) Chavtur, 1981
- Metapolycope hartmanni Kornicker & Morkhoven, 1976
- Metapolycope kornickeri Chavtur, 1979
- Metapolycope microthrix Kornicker & Morkhoven, 1976
- Metapolycope sinaiensis Bonaduce, Masoli, Minichelli & Pugliese, 1980
- Metapolycope stipitiformis (Hao (Yi-Chun) in Ruan & Hao (Yi-Chun), 1988) Chavtur, 1991